# Mysior-Ebene
Die Mysior-Ebene ist ein auf den polnischen Mathematiker Adam Mysior zurückgehendes Beispiel eines topologischen Raums aus dem Jahre 1981. Es handelt sich um einen regulären Hausdorffraum, der nicht vollständig regulär ist, oder in Trennungsaxiomen ausgedrückt, um einen  T3-Raum, der nicht  T3a-Raum ist. Die Konstruktion ist deutlich einfacher als ältere Beispiele dieser Art.

## Definition

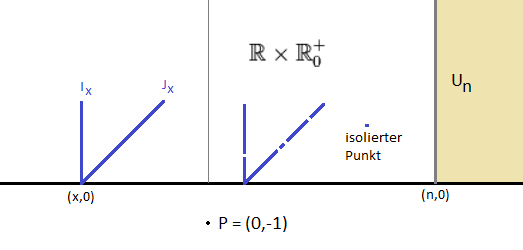
Die Nullumgebungen in der Mysior-Ebene

Die Grundmenge des hier vorgestellten Raumes ist die obere Halbebene zusammen mit einem weiteren Punkt {\displaystyle P}, den man etwa als {\displaystyle (0,-1)} wählen kann.
{\displaystyle X=\mathbb {R} \times \mathbb {R} _{0}^{+}\cup \{(0,-1)\}}.
Die Topologie wird durch die Angabe von Umgebungsbasen definiert. Als Umgebungsbasis eines Punktes {\displaystyle (x,y)\in X} betrachten wir:
- im Falle {\displaystyle y>0} die Menge {\displaystyle \{(x,y)\}}, das heißt, diese Punkte sollen alle isoliert liegen.
- im Falle {\displaystyle y=0} die Menge der Mengen der Form {\displaystyle \{(x,0)\}\cup S}, wobei {\displaystyle S} in der Vereinigung der Strecken {\displaystyle I_{x}:=\{x\}\times [0,2)} und {\displaystyle J_{x}:=\{(x+\xi ,\xi );0\leq \xi <2\}} liegt und bis auf höchstens endlich viele Ausnahmen auch alle Punkte aus {\displaystyle I_{x}\cup J_{x}} enthält.
- im Falle {\displaystyle y=-1} die Menge der Mengen {\displaystyle U_{n}:=\{(\xi ,\eta );\xi >n,\eta \geq 0\}\cup \{(0,-1)\}}, dieser Fall betrifft also nur den Punkt {\displaystyle P=(0,-1)}.

Durch diese Umgebungsbasen wird eine Topologie {\displaystyle \tau } auf {\displaystyle X} definiert. Der topologische Raum {\displaystyle (X,\tau )} heißt Mysior-Ebene.

## Eigenschaften
Der Punkt {\displaystyle P=(0,-1)} ist nicht isoliert, auch wenn obige Skizze diesen Eindruck erweckt, denn offenbar konvergiert {\displaystyle (n,0)\rightarrow P} für {\displaystyle n\to \infty }.
Die Mysior-Ebene {\displaystyle (X,\tau )} ist ein T3-Raum. Die Hausdorff-Eigenschaft, nach der je zwei Punkte disjunkte Umgebungen haben, liest man leicht aus den angegebenen Umgebungsbasen ab. Der Raum ist aber auch regulär, das heißt jeder Punkt besitzt eine Umgebungsbasis aus {\displaystyle \tau }-abgeschlossenen Mengen. In den ersten beiden Fällen obiger Definition sind die angegebenen Mengen bereits abgeschlossen. Für die Umgebungsbasismengen {\displaystyle U_{n}} von {\displaystyle P} überlegt man sich {\displaystyle {\overline {U_{n+2}}}\subset U_{n}}, so dass auch hier eine Umgebungsbasis aus abgeschlossenen Mengen existiert.
Die Mysior-Ebene ist kein T3a-Raum. Die Menge {\displaystyle A:=(-\infty ,1]\times \{0\}\subset X} ist {\displaystyle \tau }-abgeschlossenen, {\displaystyle P\in X} ist ein außerhalb dieser Menge gelegener Punkt, aber man kann zeigen, dass jede stetige Funktion, die {\displaystyle f(a)=0} für alle {\displaystyle a\in A} erfüllt, auch im Punkt {\displaystyle P} gleich 0 ist. In diesem technischen Teil macht man von der Struktur der Umgebungsbasen der Punkte {\displaystyle (x,0)} Gebrauch, mit der man Nullstellen von {\displaystyle f} derart "nach rechts transportieren" kann, dass in jedem Intervall {\displaystyle [n,n+1]\times \{0\}} unendlich viele Nullstellen liegen. Damit enthält jede Umgebung {\displaystyle U_{n}} von {\displaystyle P} Nullstellen von {\displaystyle f} und aus der Stetigkeit von {\displaystyle f} folgt {\displaystyle f(P)=0}. Daher kann {\displaystyle (X,\tau )} kein T3a-Raum sein.